# Rotunde (Münden)

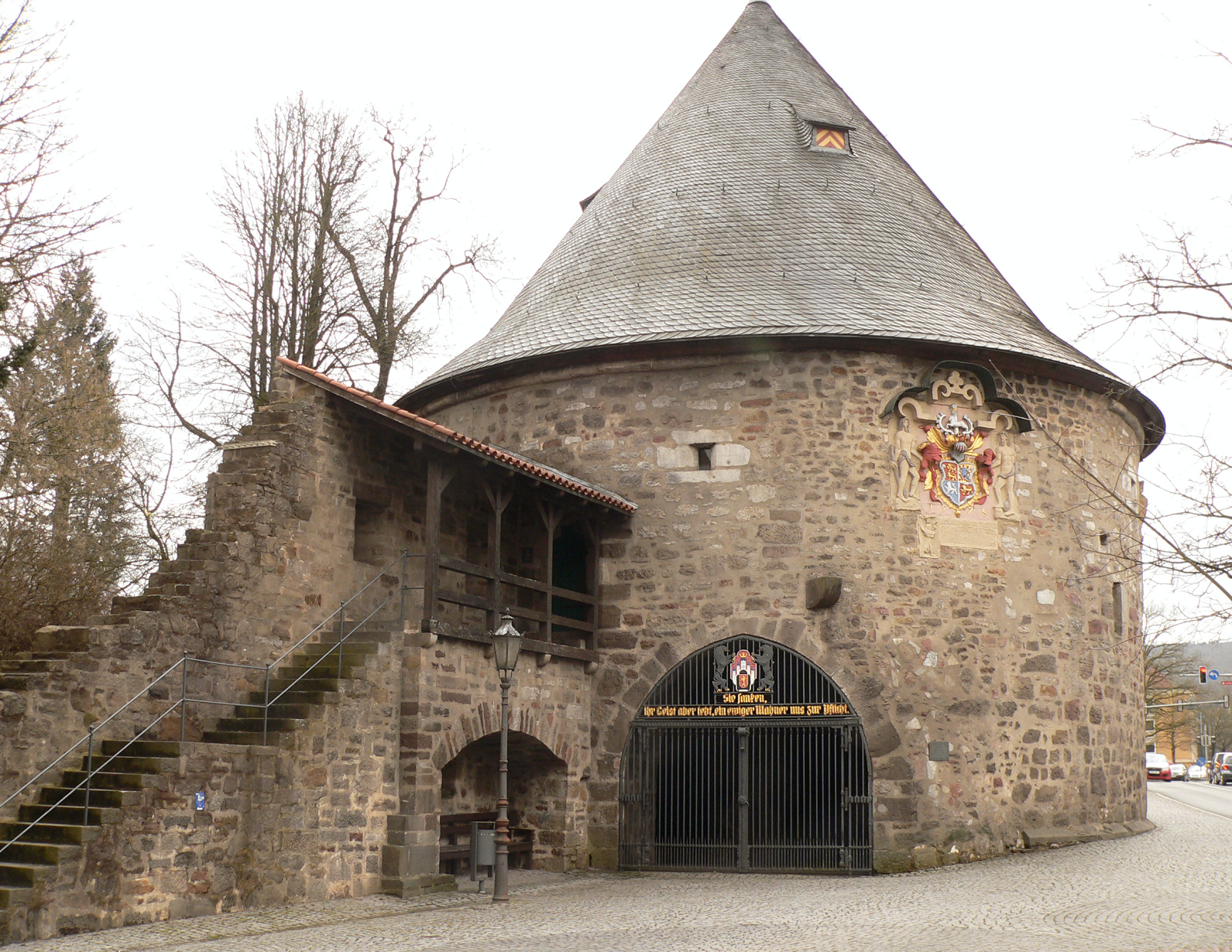
Rotunde mit Rest des Wehrgangs der Stadtmauer

Die Rotunde in Münden ist ein früherer Zwingerturm in Hann. Münden in Südniedersachsen, der zur mittelalterlichen Stadtbefestigung Münden gehörte. Die Anfang des 16. Jahrhunderts errichtete Rotunde diente dem Schutz des Stadttores Oberes Tor, das als Bastion der Stadtmauer außen vorgelagert war.

## Geschichte

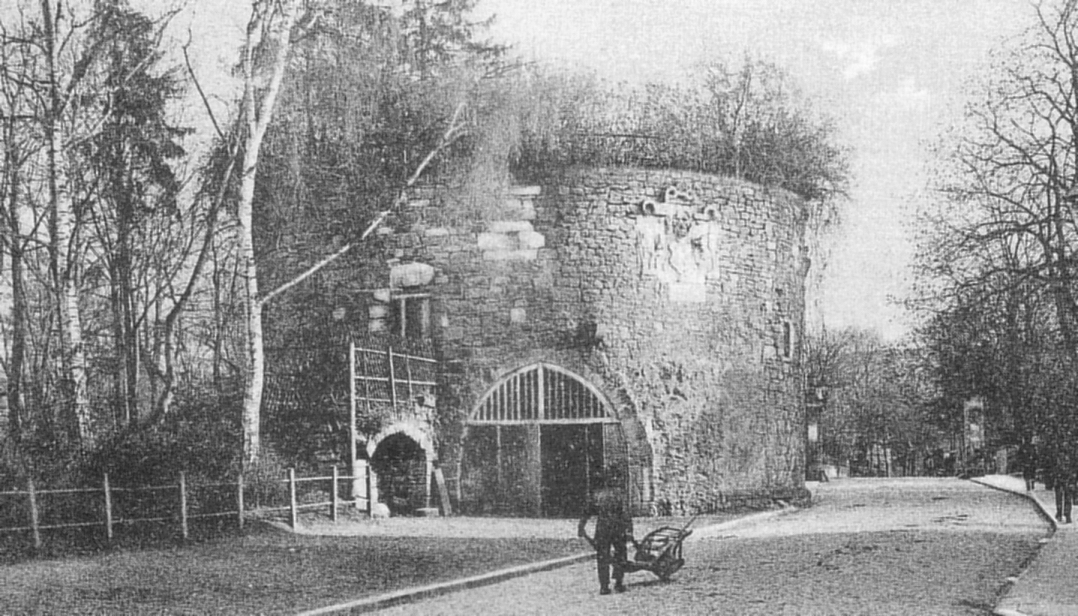
Die Rotunde um 1900, ohne Dach

Das Obere Tor wird als Stadttor erstmals im Jahr 1318 urkundlich erwähnt. Es lag am südlichen Ende der Langen Straße, von wo aus eine Straße nach Kassel führte. Anfangs verfügte das Obere Tor über einen Torturm und eine Zugbrücke. Um 1400 bestand die Anlage aus einem Doppeltor. Ab dem Jahr 1501 ließ Herzog Erich I. der Stadtmauer außen vorgelagert eine Bastion mit Stadttor sowie einem kleineren Wehrturm errichten. Das Hauptwerk war die Rotunde mit einem Durchmesser von 17 Meter. Die Arbeiten dauerten bis 1546 an. 1578 wurde das noch heute vorhandene Wappen von Herzog Erich II. an der Fassade der Rotunde angebracht.
Die der früheren Stadtmauer vorgelagerte Rotunde befindet sich auf der Südseite des mittelalterlichen Stadtkerns. In diesem Bereich verlief die Stadtmauer grob in West-Ost-Richtung. Der nächste Turm der Stadtbefestigung ist der etwa 100 Meter nordwestlich liegende Ziegelpfortenturm. Etwa 100 Meter nordöstlich gab es bei der Aegidienkirche einen Pulverturm, der kurz nach der Eroberung Mündens durch von Johann T’Serclaes von Tilly geführte Truppen im Jahr 1626 durch eine Explosion zerstört wurde.

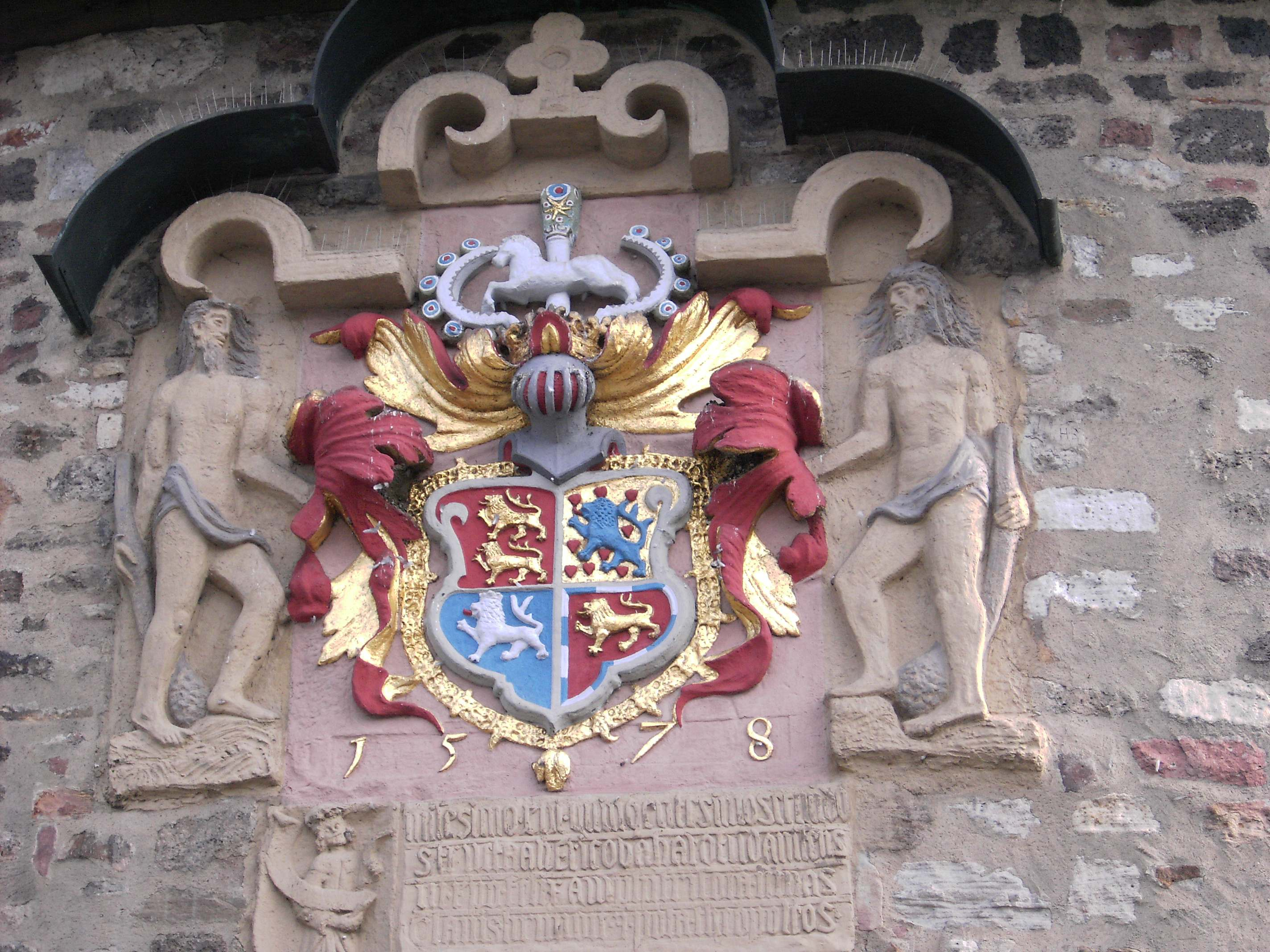
Wappen an der Rotunde

1776 wurde das Stadttor an der Rotunde aufgrund des Baus einer Chaussee abgerissen. Der Wehrturm an der Rotunde wurde 1847 abgebrochen. Die Rotunde blieb erhalten und diente im 19. Jahrhundert als Lagerraum einer Brauerei sowie als Remise für Leichenwagen. Ab 1891 hatte sie ein Kaufmann aus Münden für Lagerzwecke gemietet. 1937 wurde in der Rotunde ein Ehrenmal für die Gefallenen des Ersten Weltkriegs eingeweiht und später für die Gefallenen des Zweiten Weltkriegs. 1966 wurde an der Außenseite ein Mahnmal für die Opfer nationalsozialistischer Gewaltherrschaft angebracht. 1985 und 1986 erfolgte wegen der zunehmenden Zerstörung des Bauwerks durch Bewuchs und Wurzeln für 880.000 DM eine Sanierung. Dabei wurde das Mauerwerk ausgebessert und das Runddach neu aufgebaut sowie mit Schiefer eingedeckt.
2016 wurden Pläne bekannt, die Rotunde für kulturelle Veranstaltungen wie Ausstellungen, Lesungen und Bildungsangebote zu nutzen, was bis dahin wegen des Fehlens eines zweiten Rettungsweges nicht möglich war.

## Siehe auch

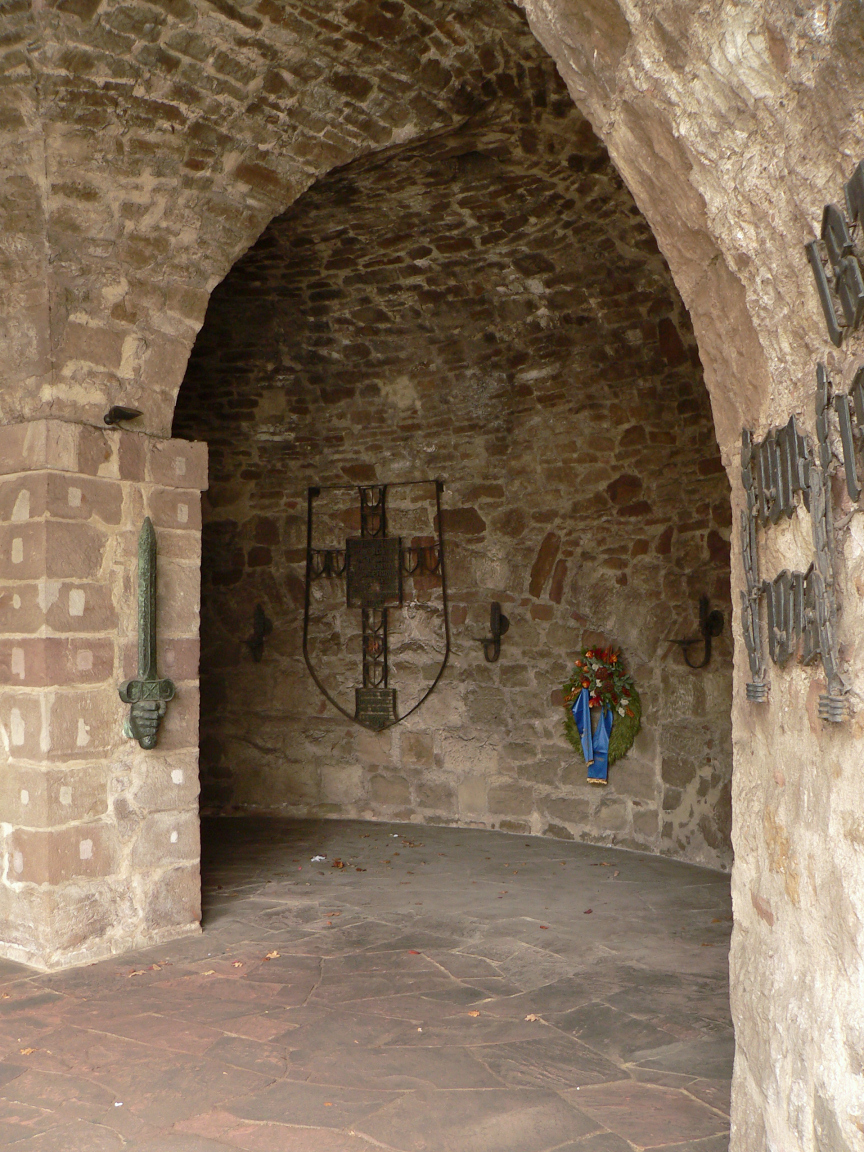
Ehrenmal für die Gefallenen der Weltkriege in der Rotunde